# Lil’ Keke
Lil’ Keke, właściwe Marcus Lakee Edwards (ur. 31 marca 1976 w Houston) – amerykański raper. Jeden z pierwszych członków Screwed Up Click.

## Dyskografia

### Album solowe
- 1997: Don't Mess wit Texas
- 1998: The Commission
- 1999: It Was All A Dream
- 2001: Peepin’ in My Window
- 2002: Platinum in da Ghetto
- 2002: Birds Fly South
- 2003: Street Stories
- 2003: Changin’ Lanes
- 2004: Currency
- 2005: Undaground All Stars: The Texas Line Up
- 2005: In a Hood Near You
- 2008: Loved by Few, Hated by Many
- 2011: Only In America

### Wspólne albumy
- 2003: The Big Unit (ze Slim Thugiem)
- 2004: Wreckin’ 2004 (z Big Hawkiem)
- 2005: Str8 Out da Slums (z The Jacka)
- 2007: Southern Elites (z J-Stew & 50/50 Twin)
- 2008: Still Wreckin' (z Big Hawkiem)

### Single
| Rok  | Utwór                                                                    | U.S. Hot 100 | U.S. R&B | U.S. Rap | Album                       |
| ---- | ------------------------------------------------------------------------ | ------------ | -------- | -------- | --------------------------- |
| 1998 | „Southside”                                                              | -            | 55       | 28       | Don't Mess Wit Texas        |
| 2006 | „Chunk Up The Deuce” (featuring Paul Wall & Bun B)                       | -            | 63       | -        | Loved by Few, Hated by Many |
| 2007 | „I’m A G” (featuring Birdman)                                            | -            | -        | -        | Loved by Few, Hated by Many |
| 2010 | „Fresher Than A Peppermint” (featuring Slim Thug, Paul Wall, & Dorrough) | -            | -        | -        | Only In America             |

### Występy gościnne
| Rok  | Utwór | U.S. Hot 100 | U.S. R&B | U.S. Rap | Album                       |
| ---- | --- | ------------ | -------- | -------- | --------------------------- |
| 1999 | „25 Lighters” (DJ DMD featuring Lil’ Keke & Fat Pat)                                                                        | -            | -        | -        | Twenty-Two: P.A. World Wide |
| 2005 | „Draped Up” (Bun B featuring Lil’ Keke)                                                                                     | -            | 79       | -        | Trill                       |
| 2006 | „Draped Up (Remix)” (Bun B featuring Lil’ Keke, Slim Thug, Chamillionaire, Paul Wall, Mike Jones, Aztek, Lil’ Flip, & Z-Ro) | -            | 45       | -        | Trill                       |
| 2006 | „Break 'Em Off” (Paul Wall featuring Lil’ Keke)                                                                             | 72           | 58       | 21       | Get Money, Stay True        |
| 2007 | „Won't Let You Down (Texas Takeover Remix)” (Chamillionaire feat. Slim Thug, Mike Jones, Trae, Paul Wall, UGK & Z-Ro)       | -            | -        | -        | Ultimate Victory            |
| 2008 | „Diamonds Exposed” (Paul Wall featuring Lil’ Keke & Chamillionaire)                                                         | -            | -        | -        | Blow One 2K8                |
| 2008 | „Do You Like” (Lady Royale featuring Lil’ Keke)                                                                             | -            | -        | -        | -                           |